# Revenu minimum
Ne doit pas être confondu avec Revenu de base, Salaire minimum ou Capital universel.
Le revenu minimum est un niveau minimal de revenu que les États décident de garantir à tous leurs citoyens. Les étrangers en situation irrégulière ne sont pas concernés (en France sauf pour les étrangers titulaires d'un titre de séjour les autorisant à travailler depuis au moins 5 ans). Des critères d'âge sont utilisés (18 ans dans la majorité des pays et 25 ans en France ; sous cet âge, il est considéré que les parents doivent subvenir au besoin des individus). Par ailleurs, ce revenu est modulé en fonction du type de ménage (nombre d’enfants). D’autres aides peuvent être simultanément accordés aux citoyens les plus pauvres (en France par exemple, aide au logement).

## En Afrique

### Algérie
- Salaire national minimum garanti algérien (SNMG)
- Caisse nationale des retraites (CNR)

## En Amérique du Nord

### Au Canada

#### Au Québec
Au Québec, l'équivalent du RSA (ex - RMI) est l'aide sociale le B.S. pour « Bien-être Social ».

### Aux États-Unis
Il n'existe pas de revenu minimum au niveau national. Toutefois, il existe des revenus minimum au niveau des États, généralement ouverts seulement aux personnes âgées ou avec incapacité.
En 2015, 26 des 50 États disposent d'un revenu minimum pour les adultes sans enfants, 20 restreints aux personnes hors travail ayant plus de 55 ans ou incapacités par maladie ou accident.
Pour les personnes avec des enfants à charge il existe le Temporary Assistance for Needy Families (en), réglementé et financé par le gouvernement fédéral et dirigé et délivrée par les États, disponible pour un maximum de 5 ans au cours de la vie d'un individu.

## En Europe
Des dispositifs, généralement accessibles dès l’âge de 18 ans, ont été mis en place dans la plupart des pays européens :

### Allemagne
La Sozialhilfe (de)

### Autriche
Il existe également une Sozialhilfe

### Belgique
- 1974 : loi sur le minimum de moyen d'existence (loi Minimex)
- Loi du 26 mai 2002 : droit à l'intégration sociale (DIS)

Le revenu d'intégration est une des formes du DIS. Entrée en vigueur le 1er octobre 2002.
Le revenu d'intégration est au 1er janvier 2022 de 714,86 €/mois par cohabitant, 1 072,30 €/mois pour les personnes seules et 1 295,91 €/mois pour les personnes vivant avec une famille à charge.

### Danemark
Le Social Bistand (pas de condition d’âge, mais rarement accordé aux moins de 18 ans)

### Espagne
Il existe plusieurs types de revenus minimaux selon les régions ayant différents noms (Renta Básica, Renta Mínima de Inserción, etc.)

### Finlande
Le Toimeentulotuki

### France
Le revenu minimum s'appelle Revenu de solidarité active (RSA). Cette allocation a été mise en place le 1er juin 2009, au terme d'une expérimentation dans 34 départements. Cette prestation garantit à ses bénéficiaires, qu’ils soient ou non capables de travailler, un revenu minimum équivalent à de 33 % à 36 % du SMIC. Outre le RMI, le RSA remplace l'API, et certaines aides forfaitaires temporaires comme la prime de retour à l'emploi.
Il existe également d'autres types de minima sociaux en France :
- l'allocation adulte handicapé (AAH)[4],
- l'allocation supplémentaire vieillesse, pour les personnes de plus de soixante-cinq ans n'ayant pas ou peu de droits à l'assurance vieillesse, intégrée à l'allocation de solidarité aux personnes âgées (ASPA)[5],
- l'allocation de solidarité spécifique (ASS)[6],
- l'allocation supplémentaire d'invalidité (ASI)[7],
- l'allocation temporaire d'attente (ATA)[8], gérée par PôleEmploi, pour les détenus libérés, et demandeurs d'asile, jusqu'au 30/10/2015,
- l'allocation mensuelle de subsistance (AMS)[9],[10], pour les demandeurs d'asile, jusqu'au 30/10/2015,
- l'allocation équivalent retraite (AER)[11], destinée aux chômeurs de moins de 60 ans, ayant cotisé 160 trimestres. Supprimée à compter du 1er janvier 2009, elle ne sera plus versée qu'aux bénéficiaires indemnisés avant cette date[12],
- l'allocation veuvage[13],
- l'allocation transitoire de solidarité (ATS)[14],
- l'allocation pour demandeur d'asile (ADA)[9],[15], depuis le 1er novembre 2015 : 6,80 € de montant quotidien pour une famille d'une personne, et de manière dégressive (10,20 € pour 2, 13,60 € pour 3, 17,00 € pour 4…). Un supplément de 4,20 € peut être attribué si aucune place d'hébergement n'a été proposée.
- La prime d'activité, les travailleurs de 18 ans ou plus, les étudiants salariés et apprentis, et les non-salariés peuvent en bénéficier sous certaines conditions.

Le nombre de bénéficiaires de minima sociaux a augmenté de 3,58 millions en 2008 à 4,21 millions en 2013. La Cour des comptes considère les minima sociaux comme inefficaces et ne favorisant pas le retour à l'activité. Le coût des minima sociaux en six ans (2008-2014) a augmenté de 30 % en euros constants et est passé de 17,3 milliards à 24,8 milliards d'euros hors coûts de gestion et dépenses d'accompagnement.
Dans un rapport (Repenser les minima sociaux : vers une couverture socle commune,) présenté par le député du Parti socialiste Christophe Sirugue en avril 2016, les minima sociaux en France sont jugés « trop nombreux, trop compliqués, et mal organisés ». Le député PS propose de fusionner plusieurs d'entre eux.

### Grèce
L'assistance publique en Grèce apparaît pour la première fois dans le décret royal de 1883 : l'objectif est alors de lutter contre la pauvreté et de venir en aide aux victimes de guerre et aux orphelins. D'importantes réformes sociales sont adoptées tout au long du vingtième siècle et développent l'assistance publique :
- Décret royal du 11 mai 1946 mettant en exergue le devoir de l'État de veiller à la santé de tous ses citoyens, couvrant tous les travailleurs et garantissant l'assistance de l'État aux plus pauvres et aux indigents[21] ;
- Loi de 1958 présentée par le gouvernement de Konstantínos Karamanlís mettant en place des allocations pour les familles nombreuses, les orphelins et les personnes âgées ;
- Réforme de 1983 instituant le Système National de Santé (Εθνικό Σύστημα Υγείας) sous l'égide du gouvernement socialiste d'Andréas Papandréou et garantissant à tous la gratuité du système de soins et un système de prestations sociales, principes étendus à tous les citoyens européens à partir de 2000 dans le cadre de la Directive 2000/78/CE du Conseil de l'Union Européenne[22] ;
- Stratégie Nationale pour l'Inclusion Sociale (2001-2006) dans le cadre européen lors du sommet de Lisbonne du Conseil européen en 2000, dont l'objectif était l'éradication de la pauvreté d'ici 2010, mis en œuvre par le gouvernement grec. Il cible notamment la population Rom du pays, la exposée à la précarité et aux conditions de vie insalubres[23],[24] ;
- Programme pilote de revenu minimum, évoqué en 2014, soutenu par les principaux groupes parlementaires (PASOK, Nouvelle Démocratie et SYRIZA) lors de son adoption en 2016 mis en place en février 2017 par le gouvernement d'Alexis Tsípras. Il débouche sur l'adoption formelle en 2019 du Revenu de Solidarité Sociale (Κοινωνικό εισόδημα αλληλεγγύης). Ce revenu s'élève à 200 euros/mois par personne[25] ;
- Le gouvernement de Kyriakos Mitsotakis transforme le nom du programme en Revenu Minimum Garanti (Ελάχιστο εγγυημένο εισόδημα) et annonce en novembre 2019 la constitutionalisation du principe garantissant un revenu minimum d'existence : « Nous garantissons constitutionnellement le revenu minimum garanti, c'est-à-dire le filet de sécurité pour les plus faibles. L'État grec veillera désormais, dans le cadre de la Constitution, à garantir des conditions de vie décentes à tous les citoyens »[26].

En 2019, 650 000 personnes bénéficient du revenu de solidarité sociale, soit 6 % de la population totale (chiffre comparable aux 5, 8 % de la population bénéficiant du revenu de solidarité active en France selon les chiffres de la Drees). Le revenu minimum garanti représentait 0, 5 % du PIB, soit 750 millions d'euros par an. Le gouvernement Mitsotakis a dévoilé son ambition de couvrir au total près de 800 000 personnes, monter à 1 milliard d'euros par an le financement du programme et l'augmenter de 100 euros/mois par personne.

### Irlande
Le Supplementary Welfare Allowance

### Islande
Le Félagsleg aðstoð

### Italie
Le Revenu de Citoyenneté, entré en vigueur en 2019.

### Liechtenstein
La Sozialhilfe

### Luxembourg
Le Revenu d'inclusion sociale (Revis), qui a remplacé le Revenu minimum garanti.

### Norvège
Le Stønad til livsopphold

### Pays-Bas
L'Algemene Bijstand

### Portugal
Au Portugal, le « Rendimento Social de Inserção » (Revenu Social d'Insertion) garantit un revenu minimum aux personnes en situation d'extrême pauvreté pour une durée de 12 mois renouvelables. Le RSI est assorti d'un contrat d'insertion. En 2021, le montant maximal du RSI est de 189,66 € par mois pour le titulaire ou pour une personne isolée, à quoi peuvent s'ajouter 132,76 € (70% du RSI) par adulte à charge et 94,83 € (50% du RSI) par enfant à charge .

### Royaume-Uni
L'Income Support (en) et Jobseeker's Allowance (en)
Le Guaranteed minimum income (GMI)

### Suède
Le Socialbidrag

### Suisse
Le RMR (Revenu Minimu de Réinsertion) remplacé par le RI (Revenu d'Insertion) dans le canton de Vaud.

## En Océanie

### Australie
- Newstart Allowance

## Différence avec le revenu de base
Pour un article plus général, voir Revenu de base.
Le revenu de base (ou allocation universelle) est un cas spécifique de revenu minimum. La seule condition pour obtenir le revenu de base est en général la citoyenneté ou la résidence dans le pays concerné. Par conséquent, le revenu de base est universel et inconditionnel, et n'est pas soumis à un contrôle préalable des ressources. La logique du revenu de base vise à simplifier davantage le système de protection sociale tout en supprimant totalement les trappes à pauvreté, ainsi qu'à diminuer l'effet de stigmatisation qui accompagne souvent le fait de devoir demander à obtenir le revenu minimum. Différentes voies de financement du revenu de base sont proposées.